# Cable pla flexible

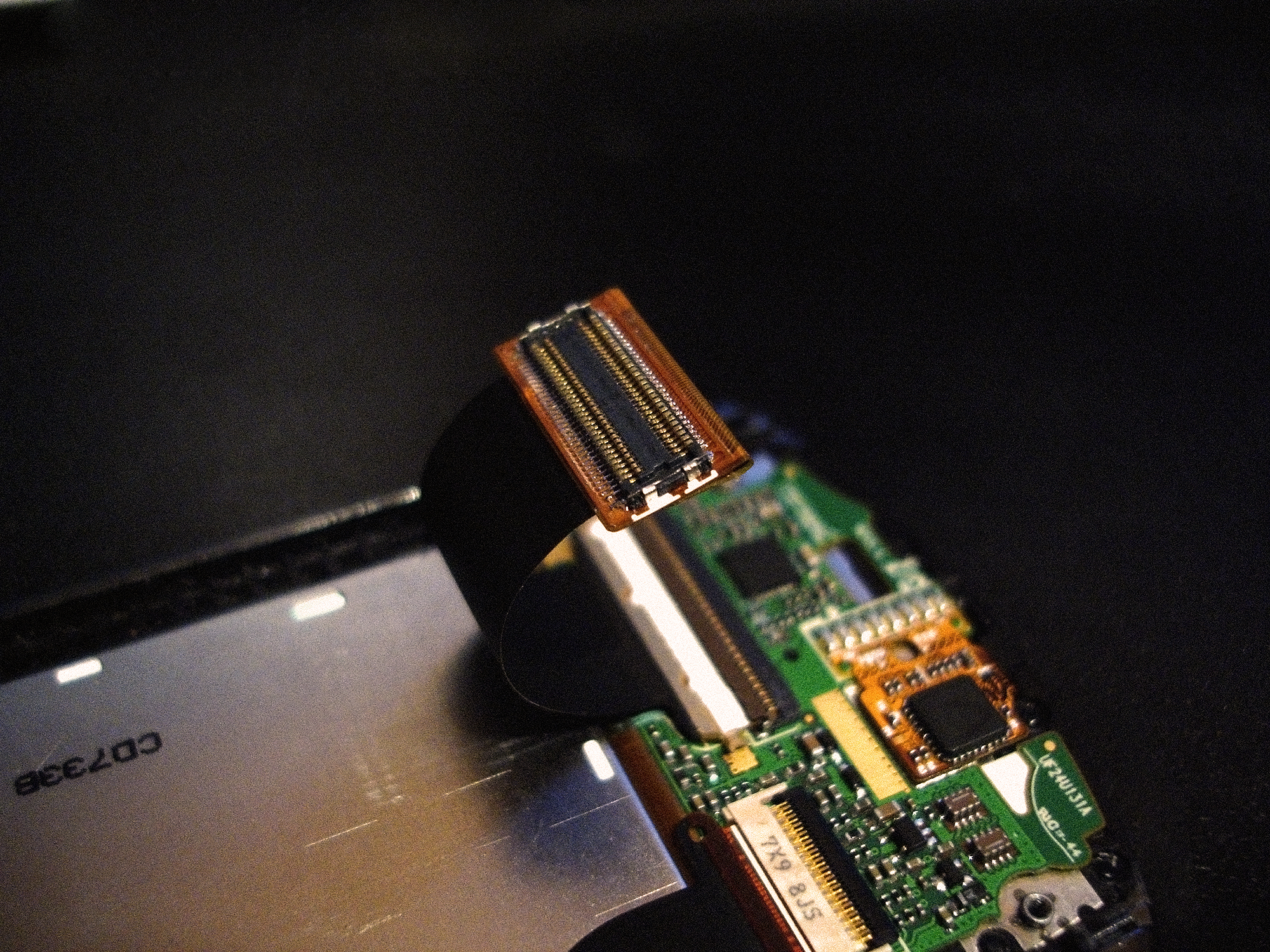
Cable FFC incloent connectors, utilitzats en el telèfon mòbil Samsung SGH-O700.

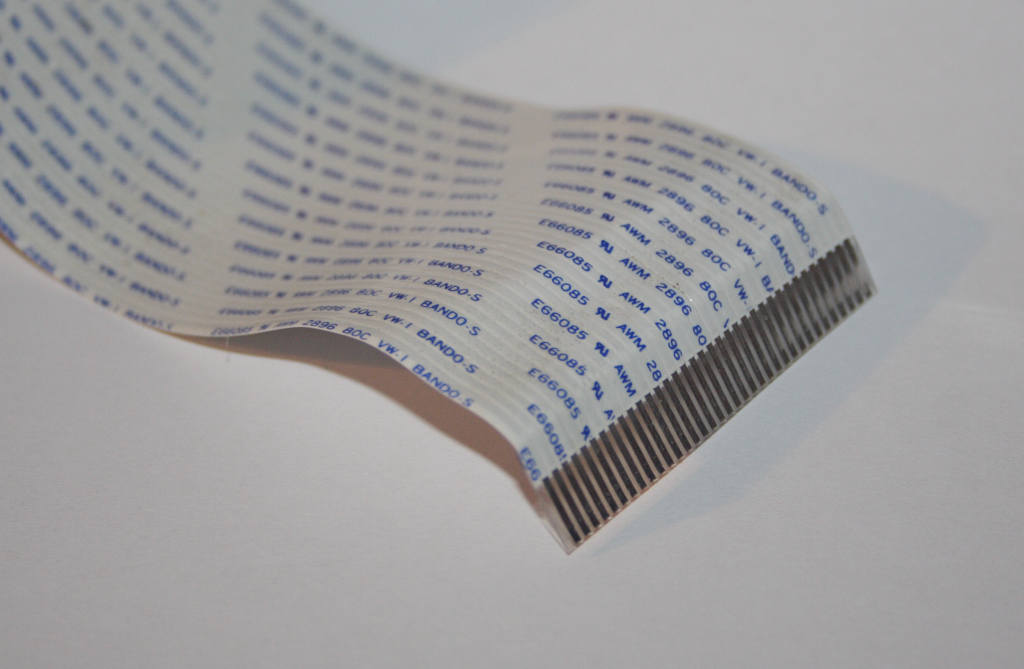
Cable pla flexible de 35 conductors

Cable pla flexible, o cable FFC (de l'anglès Flexible Flat Cable), es refereix a qualsevol varietat de cable electrònic que sigui tant pla com a flexible. De fet, un cable pla flexible és un tipus de circuit imprès flexible. No obstant això, el terme FFC usualment es refereix a un cable pla extremadament prim que sovint es troba en dispositius d'alta densitat electrònica com els ordinadors portàtils i telèfons cel·lulars, on s'utilitza per connectar les pantalles planes. Per a aquest tipus de cable FFC també s'utilitza el terme cable FPC (de l'anglès Flat Panel Cable). De vegades, el terme FPC és usat (encara que de forma una mica inexacte) per a qualsevol tipus de FFC. Els cables FFC són una forma minimitzada del cable cinta, que també és pla i flexible. El cable generalment consisteix en una pel·lícula plana i flexible de plàstic, amb múltiples conductors metàl·lics units a una superfície. Sovint, cada extrem del cable està reforçat amb un tensor per facilitar la inserció o per alleujar la tensió. Aquest reforç fa al cable lleugerament més gruixut.

## Especificacions
Pas (pitch) - és l'espaiat dels conductors. Típicament es refereix a la distància des del centre d'un conductor fins al centre del seu conductor veí. Un únic cable FFC pot tenir diferents passos entre diferents conductors en el mateix cable, encara que això no és corrent. Els cables FFC estan disponibles amb múltiples passos, tals com 0.500 mm, 0.625 mm, 0.635 mm, 0.800 mm, 1.00 mm, 1.25 mm, 1.27 mm, 2.00 mm, 2.54 mm, però els passos més comuns són 0.500 mm i 1.00 mm.
Tram exposat - tram del contacte elèctric que està descobert en l'extrem del cable.
Tensor - La majoria dels cables FFC tenen algun tipus de material addicional lligat al costat oposat del tram exposat del cable per facilitar connexions ZIF o LIF.